# Zamek Kilchurn
Zamek Kilchurn (ang. Kilchurn Castle) – zabytkowy zamek w Szkocji.
Zamek znajduje się na skalistym półwyspie na północno-wschodnim krańcu jeziora Loch Awe, w jednostce administracyjnej Argyll and Bute.
Obiekt został zbudowany około 1450 przez sir Colina Campbella, pierwszego lorda Glenorchy i pozostał siedzibą potężnego klanu Campbell z Glenorchy przez 150 lat. Po pierwszym powstaniu jakobickim w 1689 zamek został przekształcony w twierdzę garnizonową. Opuszczony pod koniec XVIII w., kiedy Campbellowie w 1740 przenieśli się do zamku Taymouth w Perthshire.

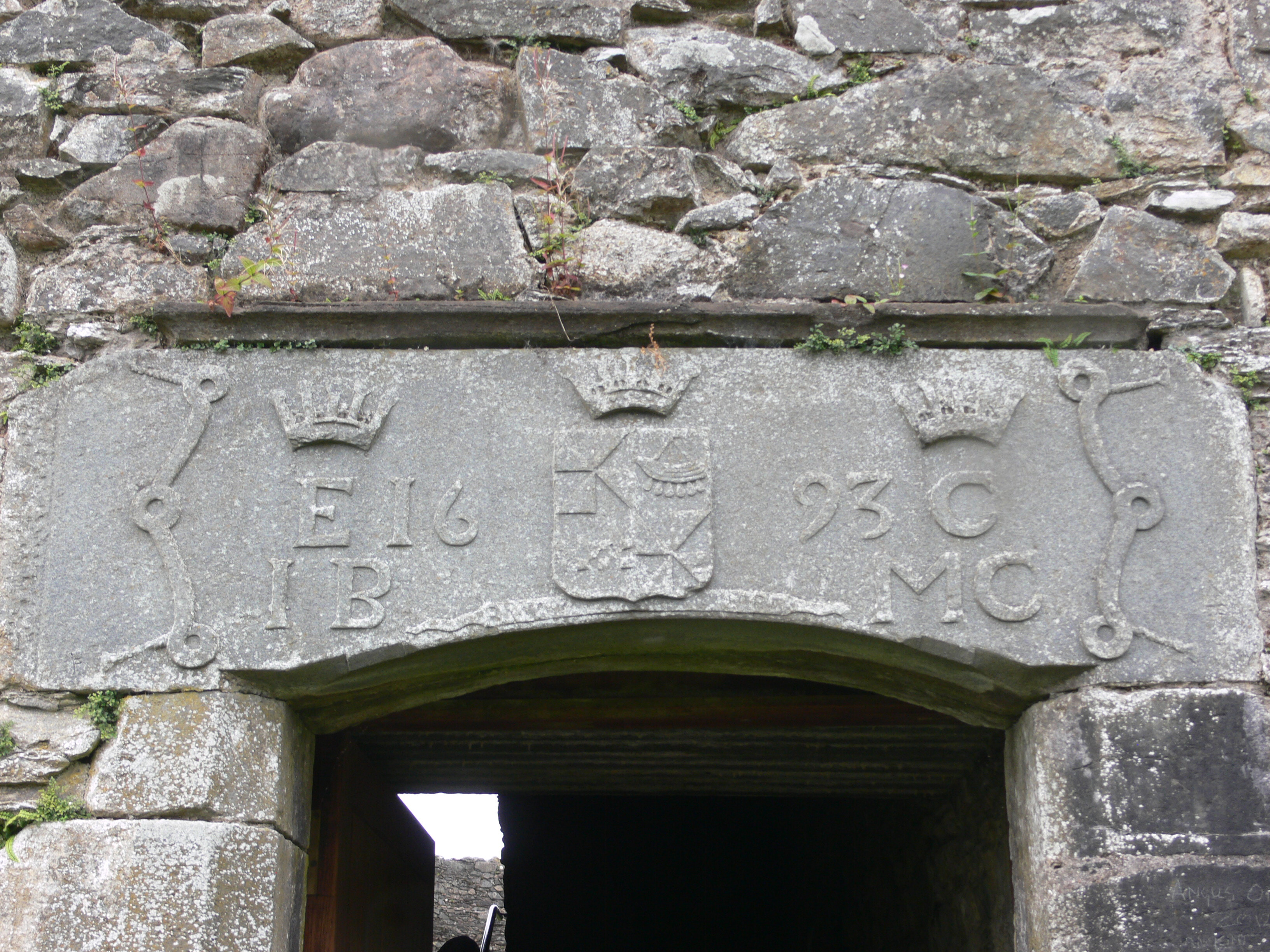
Portal z herbem hr. Breadalbane(inne języki)
Herb  hr. Breadalbane i Holandii(inne języki)
Herb klanu Campbell